# Tiy
Tiy fue reina, esposa de Amenhotep III, de la XVIII Dinastía, y una de las mujeres más carismáticas de la historia egipcia. Otras grafías de su nombre: Tiye, Tiya, Tiyi, Teje, Ty...
Según el análisis paleogenético de la momia de su probable hija "The Younger Lady" (Madre de Tutankamón), su linaje materno (ADNmit) es el caucasoide-europeoide K (Clan de Katrina).

## Orígenes
Al contrario que todas sus predecesoras, las "Grandes Esposas Reales", Tiy no era de linaje real y no ocultó nunca su origen noble, procedente de la ciudad sureña de Ajmin (Akhmin). Su padre, Yuya, era un jefe de carros de guerra, con familia de origen sirio, mientras que su madre, Tuyu, ostentaba el título de "Ornamento Real", atribuido a damas nobles en la corte, así como el de "Cantora del templo de Amón". Que el faraón-niño Amenhotep III (en griego, Amenofis III) se casase con Tiy en vez de con cualquiera de sus numerosas hermanas, no tiene una explicación clara, pero podría ser debido a:
- Cuando Amenhotep III asumió el trono era aún un niño, y había un Consejo de Regencia dominado por la madre del rey, Mutemuia. Esta mujer, pese a haber dado a luz al sucesor, no había sido la "Gran Esposa Real" de Thutmose IV (en griego, Tutmosis IV), y tuvo que aguantar el desplante de las otras reinas, que la veían como una esposa secundaria. Mutemuia se vengó de ellas al negar a las princesas reales el matrimonio con el "nuevo Horus".
- Yuya era un hombre muy importante en el Egipto de entonces, y es probable que incluso fuera el hermano de la reina madre Mutemuia. Por tanto, Tiy y Amenhotep III habrían sido primos, y su casamiento no hizo más que acabar por consagrar a aquel ambicioso señor.
- A todo esto se une la conjetura de que la dama noble Tuyu, egipcia de pura cepa, podía ser descendiente, por una rama secundaria, de Ahmose-Nefertari, como parecen indicar algunos de sus títulos, por lo que la candidatura de Tiy era del todo legítima.

| U33 | i | i | Z4 | B7 |

| U33 | i | i | Z4 | B7 |

Casar a Tiy con el faraón fue una hábil maniobra que benefició de forma insólita a Yuya y Tuyu. Su poder creció parejo al de los jóvenes reyes, e incluso fueron enterrados en el Valle de los Reyes, un honor reservado a muy pocos nobles. Su tumba fue, junto con la de Tutankamón, hallada casi intacta, con hermosos sarcófagos de oro y las momias en perfecto estado de conservación.
La situación también benefició a los hermanos de Tiy. Se conoce con seguridad a Aanen, que no dejó de escalar puestos en el clero de Amón, y también es posible que la nueva reina fuera hermana del que más tarde fue el faraón Ay. Este versado hombre, un auténtico zorro político, asumiría el papel de Yuya al lado del rey, y aconsejaría sabiamente a tres reyes antes de ser él mismo, con sus hábiles maniobras, coronado.

## Los primeros años de reinado

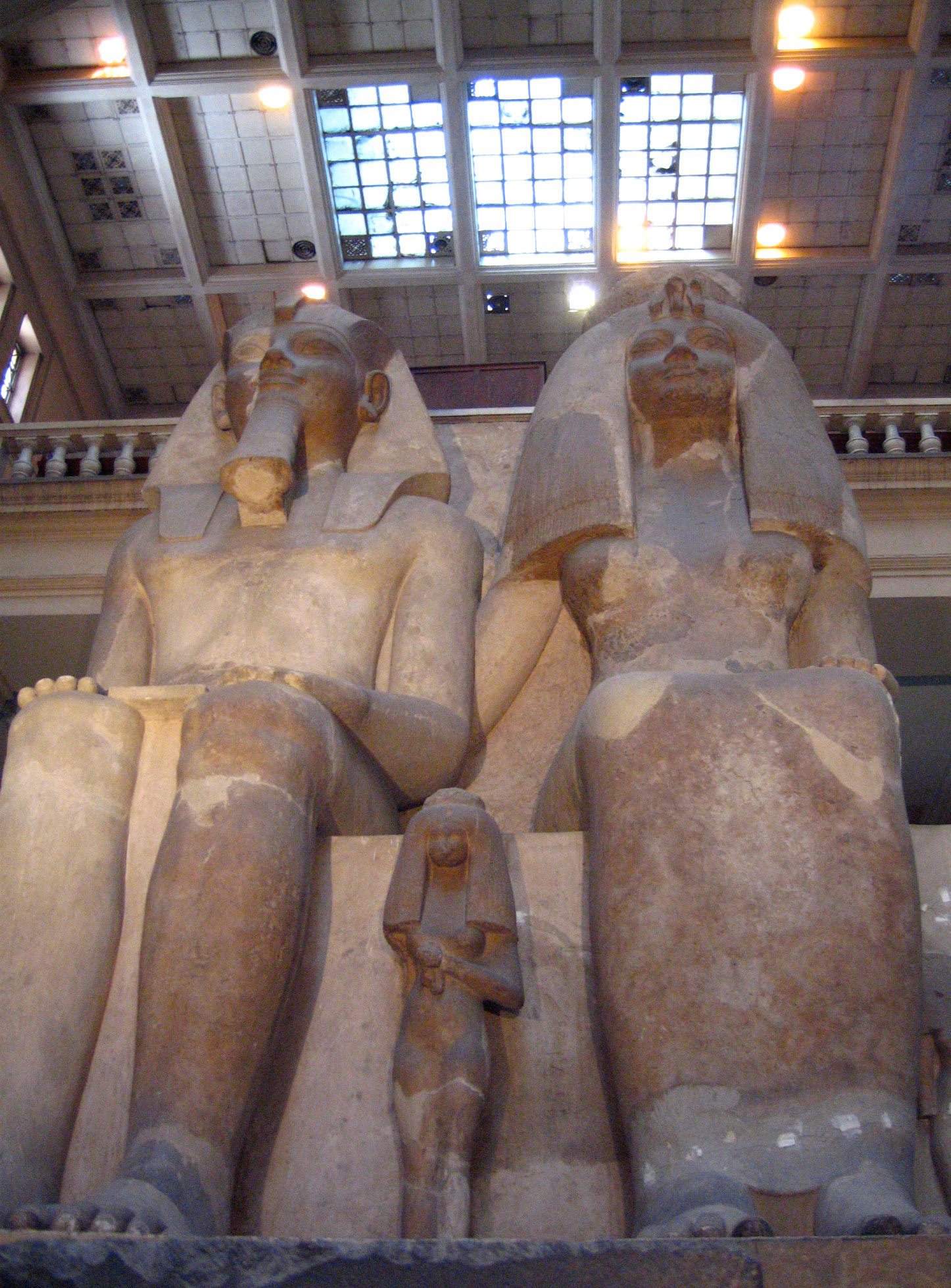
Estatuas colosales de Amenhotep III y Tiy. Museo Egipcio de El Cairo.

Tiy se casó con Amenhotep III a la edad de once o doce años en el segundo año de su reinado, teniendo aproximadamente dos años menos que su sagrado marido. La jovencísima pareja pareció complementarse desde el primer momento y nunca más volvieron a separarse. Es innegable la influencia que tuvo Tiy sobre el faraón, nunca vista antes en las "Dos Tierras". Tanto es así que, con motivo de su matrimonio, Amenhotep III envió escarabeos a todos los monarcas vecinos en los que anunciaba la existencia de su primera Gran Esposa Real, así como la de los todopoderosos Yuya y Tuya.
A partir de aquel momento, y para sorpresa de todos, la reina Tiy no dejó de aparecer en todos los monumentos construidos por su marido, y en condiciones casi de total igualdad con él. El peso político de la joven reina era enorme, y no tuvo el menor reparo en manejar a Amenhotep III, que tuvo la inmensa suerte de gozar de un reinado largo y próspero. Se suele decir que Tiy fue la auténtica gobernante en la sombra, ayudada por su suegra Mutemuia y por la indolencia de su esposo.

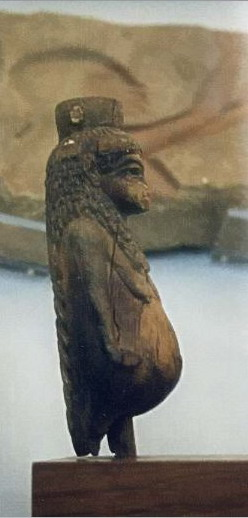
Estatuilla de madera de Tiy como la diosa hipopótamo Tueris.

## La llegada de Atón
Uno de los hechos más problemáticos del reinado de Amenhotep III es el papel que jugó el dios Atón en sus 39 años de gobierno. Muchos han creído que esta deidad fue introducida en la corte por la propia Tiye, pero esto es falso, pues ya existían menciones de él bajo reyes como Hatshepsut o Thutmose IV. Lo que sí es cierto es que bajo Amenhotep III y Tiy alcanzó una popularidad entre la familia real antes impensable.
Las causas de esto eran sobre todo el peligro que entrañaban los sacerdotes de Amón, tan ambiciosos y poderosos, que incluso hacían tambalear el trono. Este peligro ya había sido visto mucho tiempo antes, pero sería bajo Amenhotep III cuando el problema adquirió tanta importancia que llegó a existir una competencia entre Amón, el favorito del pueblo, y Atón, el elegido por la pareja real para contrarrestar la influencia de los sacerdotes. Este conflicto religioso se trasladó al consejo, donde es posible que los adeptos de Tiy no dejasen de conspirar contra el hombre más importante del reino, el sabio Amenhotep, hijo de Hapu, conocido devoto de Amón.
Sin embargo, en su papel de reina y de madre, Tiy no dudó en inculcar el culto a Atón a su hijo, el príncipe Amenhotep, sentenciando así al país sin saberlo, al llamado "Cisma de Amarna" que llegaría solo unas décadas después, hundiendo la dinastía y acabando con las colonias egipcias en la zona sirio-palestina.

## Una reina muy especial

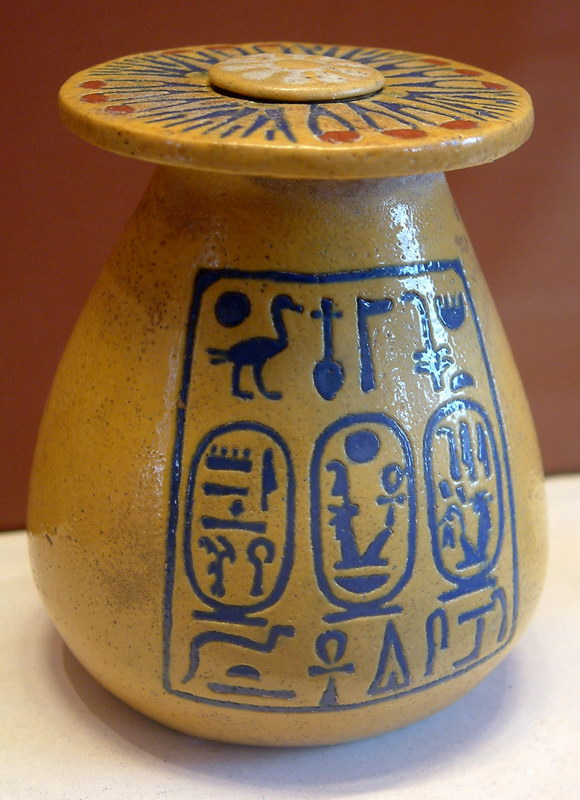
Vasija con los nombres de Amenhotep III y Tiy.

Tras la "usurpación" del trono por la Gran Esposa Real Hatshepsut, hacía ya más de cien años, los reyes habían evitado dar cualquier protagonismo a sus esposas, sin distinguirlas apenas del resto de esposas secundarias y concubinas, confinándolas en palacios y harenes para evitar que la peligrosa sangre de Ahmose-Nefertari volviese una vez más a tomar las riendas del poder. Tiy sería la primera excepción a esta nueva costumbre.
No solo se hacía representar en todos los lugares acompañando a su esposo, sino que, posiblemente, dirigía ceremonias y tomaba parte en los asuntos de Estado al lado de Amenhotep III, quien no dudó en delegar poderes, tanto en su mujer, como en sus ministros. Podría decirse que durante los 39 años de reinado de Amenhotep III fue la Gran Esposa Real Tiy, la auténtica gobernante en la sombra. Su poder sobre el faraón era tan grande que no solo se le dedicaban numerosas estatuas a ella sola, sino que incluso se hizo construir solamente para ella el palacio real de Malkata, en la orilla occidental de Tebas, dotado con un inmenso lago artificial. Este lugar acabaría por convertirse en la residencia tebana de los faraones.
Tiy conocía perfectamente sus orígenes y comprendía que al ascender su posición, no solo debilitaría la de su marido, sino la de toda la institución real a favor de los peligrosos sacerdotes, por lo que siempre se contentó con ser la última y más eficaz consejera real. Sería después de Tiy, con su nuera Nefertiti, cuando las reinas volvieran a asumir un papel muy similar al que antes ostentara Hatshepsut, al hacerse coronar corregente de su marido.

## Los hijos de Tiy

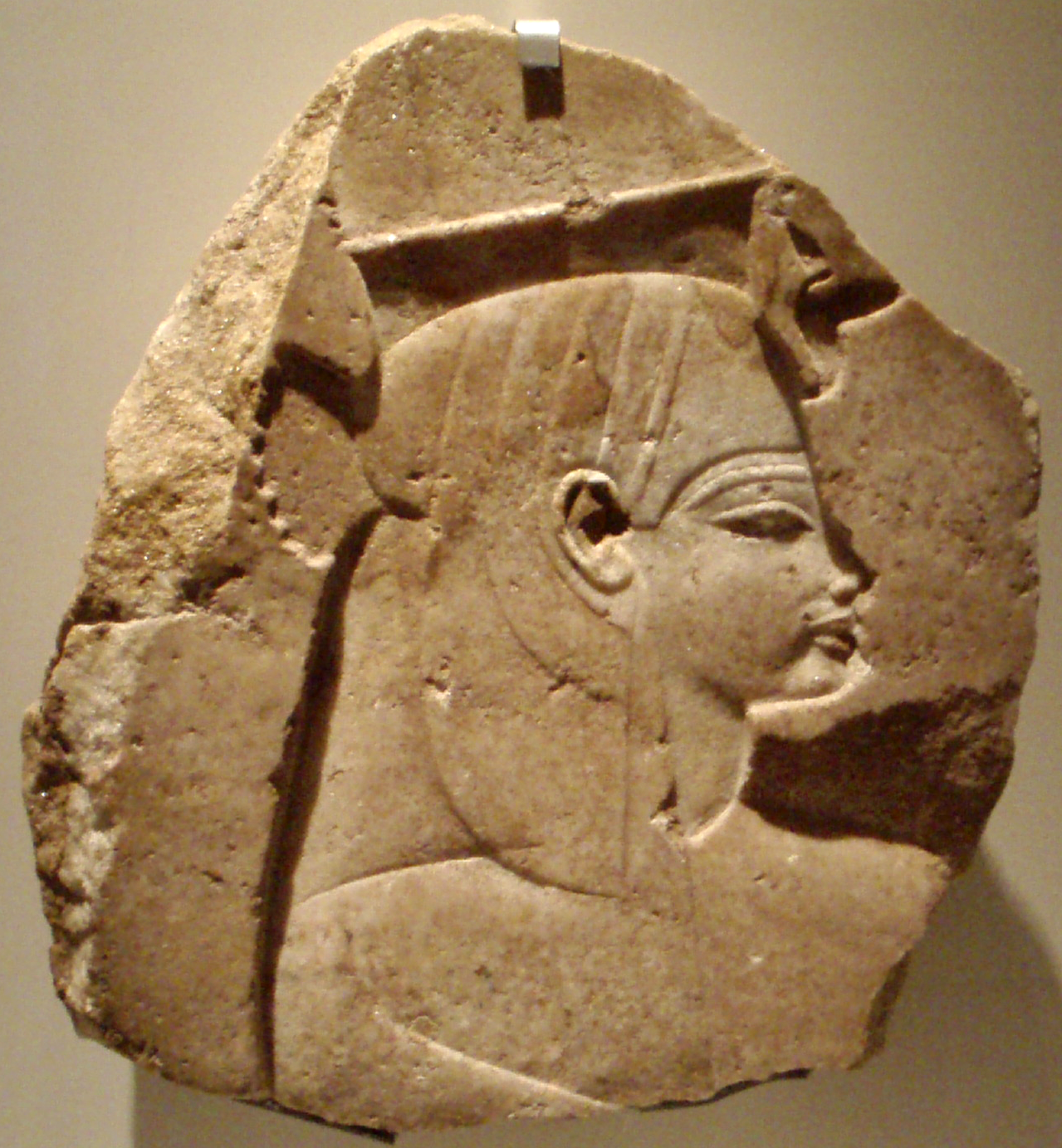
Bajorrelieve de Tiy. Berlín.

Aunque Tiy no tenía competencia posible al lado del faraón en asuntos de Estado, la tuvo (y mucha) más allá de la sala del trono. Amenhotep III fue un rey muy ocioso que se dedicaba comúnmente a la caza y a la búsqueda de nuevas esposas y concubinas, por lo que es de esperar que el monarca tuviera amplia descendencia. Ignoramos qué pensaría Tiy de todo esto, pero dado que eran las costumbres de entonces, no debió de molestarle mucho. Al fin y al cabo, era la mujer más influyente de todo el país, y ninguna otra podría competir con ella ni siquiera pensar en suplantarla. Su descendencia fue la única legítimamente aceptada: tuvo al menos cinco hijos, aunque es posible que fueran varios más, de nombres desconocidos.
- Hijos conocidos de Amenhotep III con Tiy:
  - Sitamón. Fue la primogénita de la pareja real, nacida en los primeros años de reinado, cuando el matrimonio aún sería adolescente. Para sorpresa de todos, acabaría por casarse con su propio padre en el año 30/31 y ascendida al mismo rango que su madre, el de Gran Esposa Real.[4] Fue el primer incesto real en la historia egipcia en más de cuatrocientos años.
  - Amenhotep IV. En un primer momento no era el sucesor designado por su padre, pues tenía al menos un hermano mayor, que moriría en la juventud.

Las investigaciones realizadas sobre el ADN del cuerpo llamado The Younger Lady encontrada en la tumba real de Amenhotep (KV 35) muestra evidencia de que la Dama Joven sería la madre de Akenaton, y una esposa secundaria de Amenhotep III (https://oi.uchicago.edu/article/ray-johnson-forensic-reconstruciton-younger-lady) 
Se llegó a creer que era de frágil salud e incluso que tuviera problemas mentales, lo cual es erróneo. Como faraón, fue uno de los más famosos y contradictorios, protagonista del llamado "Cisma de Amarna", en el que tomaría el nombre de Akenatón, negaría a todos los dioses ancestrales a favor de una única divinidad (Atón) y se trasladaría a una capital construida en medio del desierto. Algunos le tienen como el primer monoteísta de la historia, otros por un iluminado, y otros por un impostor.
- - Henuttaneb, Iset y Nebetta. Las hijas menores. Si Amenhotep III se casó en su primer jubileo Heb Sed con su hija mayor Sitamón, lo haría en el segundo (año 34º) con Henuttaneb y en el tercero (año 37.º) con Iset. Y es posible que de haber llegado a un cuarto jubileo, como estaba planificando cuando le llegó la muerte, fuera Nebetta la escogida. Todas estas princesas, cuya huella se pierde al subir al trono su hermano, nunca fueron ascendidas al rango de Grandes Esposas Reales.
  - Baketatón o Beketatón. Es muy probable que esta princesa fuera la más pequeña de la pareja real, y la única de la que se tienen datos durante el reinado de Akenatón. Algunos han pensado que no es más que Nebetta[5] con un nuevo nombre, o incluso una hija de Akenatón y Nefertiti, pero en la actualidad se suele coincidir en que sería la última niña nacida de Tiy, y la única que se sabe con certeza que la acompañó hasta su muerte en su palacio de Tebas.

- Candidatos a posibles hijos de Amenhotep III con Tiy:
  - Thutmose. El hijo mayor de Amenhotep III. Se sabe que era el heredero original, pero que llevase el nombre de Thutmose, según la costumbre, significaba que no debía ser hijo de la Gran Esposa Real. Por tanto, este joven, que nunca llegó a ocupar el trono debido a su temprana muerte, en medio de la adolescencia, sería posiblemente hijo de Amenhotep III y otra mujer, quizás la princesa Mitania Giluhepa.
  - Tutankamon. El famoso rey-niño estaba emparentado con la familia de Amarna, y se hallaron en su tumba mechones de Tiy guardados como reliquias. Esta muestra de cariño solo puede ser debida a que ambos vivieron juntos y había un lazo muy profundo entre ellos lo que llevó a algunos a considerar que pudieran ser madre e hijo, pero esto implicaría que hubo corregencia entre Amenhotep III y Akenatón y que Tiy fue una madre muy madura, para concordar las fechas. En la actualidad se sabe que Tiy era la abuela del niño, y que sus padres fueron Akenatón y una de sus hermanas menores.
  - Semenejkara. Con diferencia, el personaje más fantasmal de la época. Ni siquiera se sabe si llegó a existir o era un nombre que tomó la reina Nefertiti al convertirse en faraón por derecho propio. Si Semenejkara fue un varón, quizás era hermano mayor de Tutankamón, o si acaso primo o tío suyo. Se casó con Meritatón, la primogénita de Akenatón y Nefertiti.

## Los últimos años
En el final del reinado de Amenhotep III comienzan a surgir lagunas históricas que adelantan la confusión que vendría después. Por entonces el principal valedor de los sacerdotes de Amón y el más fiel al rey, el anciano Amenhotep, hijo de Hapu, ya había muerto, y el rey ya estaba casado con varias hijas suyas. El papel de Tiy no había menguado, pero el del príncipe heredero no dejaba de crecer, y sus intenciones políticas sembraban la duda.
Sabemos a ciencia cierta que Amenhotep III murió antes que Tiy, pues aunque su tumba estaba preparada para acoger los restos de su reina, nunca llegó allí por morir antes su marido. Sin su manejable y dócil marido, Tiy poco podría o quiso hacer por su hijo, y le dejó gobernar a sus anchas. Mientras que Akenatón se trasladó a la nueva capital, Aketatón, Tiy siguió viviendo en Malkata con su hija Baketatón y quizás alguna más. Algunos pensaron en la posibilidad de una ruptura entre madre e hijo, debido al fanatismo que acabó por adquirir el segundo, pero existen representaciones en las que Tiy viene a visitar a Akenatón, Nefertiti y sus nietas a la nueva capital, y es recibida con grandes muestras de respeto y de cariño.
Sí es posible que Tiy acabase desmarcándose un tanto del culto a Atón que con demasiado fervor había inculcado a Akenatón, pues siguió viviendo en Tebas, cerca del clero de Amón. Quizás la reina quisiese compensar algo la maltrecha balanza de cultos, que había pasado de un extremo a otro. Este sería su papel hasta su muerte, en torno al año 12 del reinado de su hijo. Era ya una anciana para la época: contaría poco más de cincuenta años.

## La tumba de Tiy

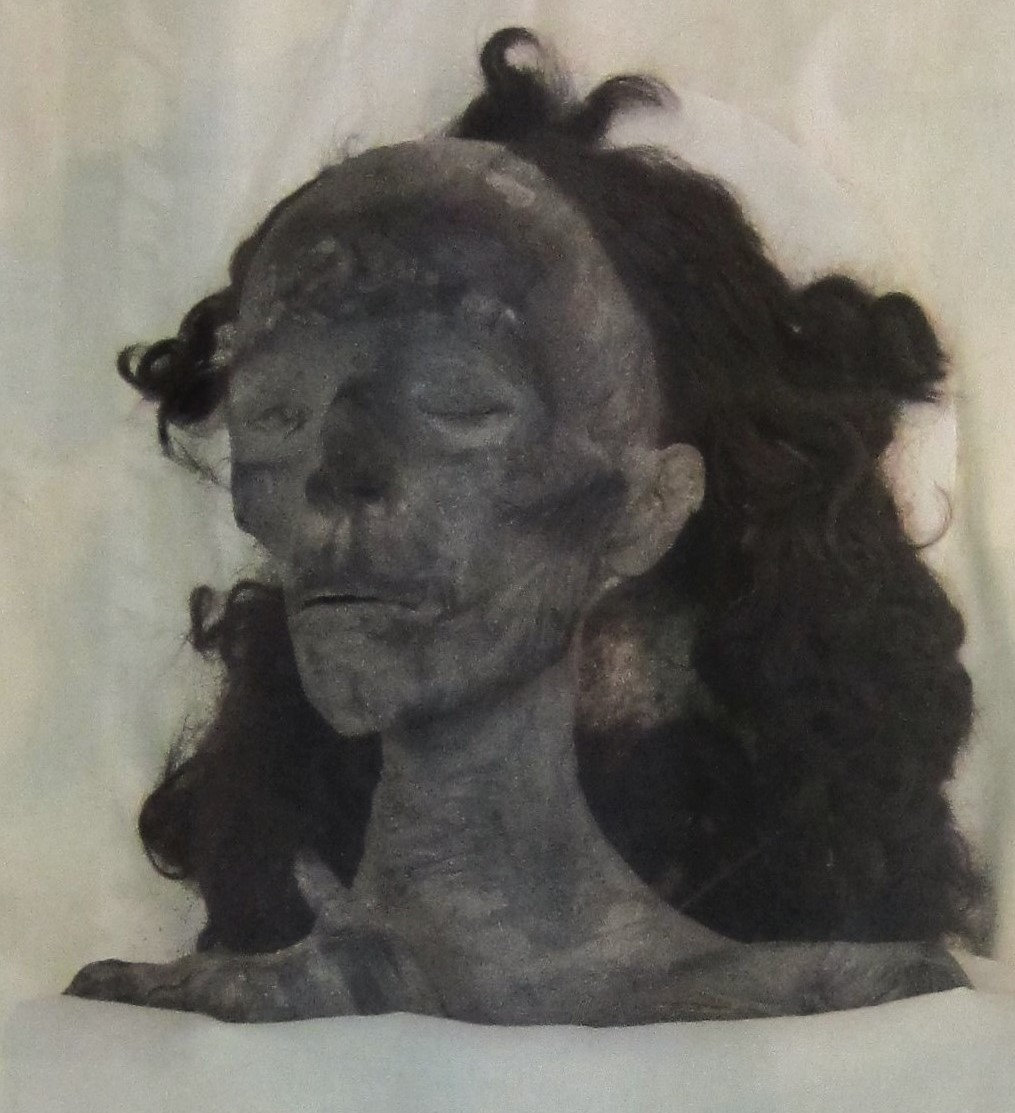
Vista de la cabeza de la momia de Tiy en el Museo Nacional de la Civilización Egipcia de El Cairo.

La Gran Esposa Tiy, consejera y confidente de Amenhotep III y educadora de Akenatón, murió en Tebas, en su palacio de Malkata. Llegó a ser enterrada en Aketatón (tumba TA28), como así había decidido su hijo, pero con la caída de su gobierno, sus restos volverían a Tebas, al Valle de los Reyes.
Los restos de ajuar funerario con su nombre en la famosa tumba (KV55) indica el lugar destinado a su reposo eterno, acompañada por su hijo. Su momia fue trasladada más tarde a un escondrijo de momias reales para poner a salvo su cuerpo de los saqueadores de tumbas. En la actualidad se sabe que su momia es la de la "dama anciana", hallada en la KV35, la tumba de Amenhotep II, junto a los cuerpos de un niño y una mujer joven.
En la tumba de su nieto Tutankamón se encontraron cuatro sarcófagos en miniatura unos dentro de otros inscritos con su nombre, que guardaban un mechón de su cabello, probablemente un recuerdo de la querida abuela. En 1976, el análisis de muestras de cabello de la dama anciana y el mechón de los pequeños sarcófagos demostró que coincidían por completo, confirmando que la momia era la de la reina Tiye, su abuela. En 2010, análisis de ADN corroboraron formalmente la identificación.
La momia, aunque resultó dañada por los saqueadores de tumbas, aún conserva una larga cabellera castaña. Al morir tenía algo más de cincuenta años, medía 1,45 m y su rostro muestra gran parecido con el de su madre Tuya.